# Anisococcus crawii
Anisococcus crawii är en insektsart som först beskrevs av Daniel William Coquillett 1889.  Anisococcus crawii ingår i släktet Anisococcus och familjen ullsköldlöss. Inga underarter finns listade i Catalogue of Life.